# Audio Adrenaline
Audio Adrenaline war eine christliche Rockband aus den USA.

## Geschichte
Die Band wurde 1987 von Mark Stuart, Barry Blair, Will McGinniss und David Stuart unter dem Namen A-180 gegründet. Nach dem Beitritt von Bob Herdman bekam A-180 ein Angebot von Forefront Records unter der Auflage der Namensänderung in Audio Adrenaline. 1992 veröffentlichte sie unter diesem Namen das erste Album Audio Adrenaline. 1997 wurde das Album Some Kind of Zombie eingespielt, worauf erstmals Tyler Burkum, der den im Januar 1996 ausgestiegenen Barry Blair an der Gitarre ersetzt hatte, mitwirkte. Inspiriert wurde der Titel durch die Missionarstätigkeit in Haiti von Mark Stuarts Eltern. Parallel zu dessen Veröffentlichung im November erschien das Buch Some Kind of Journey: On the Road with Audio Adrenaline – 7 Days, 7 Issues, 7 Souls. Am 18. Januar 2006 kündigte Audio Adrenaline die Auflösung an. Im Februar 2007 startete sie ihre letzte Tour. Das letzte Konzert fand am 28. April 2007 in Honolulu auf Hawaii statt.

## Diskografie

### Tapes (A-180)
- 1989: You Turn
- 1990: Reaper’s Train

### Alben
- 1992: Audio Adrenaline
- 1993: Don’t Censor Me
- 1995: Live Bootleg
- 1996: Bloom
- 1997: Some Kind of Zombie
- 1999: Underdog
- 2001: Hit Parade
- 2001: Lift
- 2003: Worldwide
- 2005: Until My Heart Caves In
- 2006: Adios: The Greatest Hits (Kompilation)
- 2008: Greatest Hits (Kompilation)
- 2009: The Ultimate Collection (Kompilation)
- 2013: Big House to Ocean Floor (Kompilation)
- 2013: Kings & Queens
- 2015: Sound of the Saints

### Singles
- 1997: Some Kind of Zombie
- 1997: Big House (Live)
- 2003: Dirty/Ocean Floor
- 2004: Miracle
- 2005: King
- 2005: Melody (Lost in Wonder)
- 2006: Goodbye
- 2006: Get Down
- 2012: Kings & Queens
- 2013: Believer
- 2013: King of the Comebacks
- 2014: He Moves You Move
- 2015: Love Was Stronger
- 2015: Move

## Andere Projekte
Am 1. September 2003 veröffentlichte die Band im Verlag Think Books ihr erstes Buch Dirty Faith: Becoming the Hands and Feet of Jesus. In dem Buch, das gemeinsam mit Mark Matlock verfasst wurde, geht es darum Bedürftigen zu helfen
Im Jahr 2003 war Mark Stuart an der Oper !Hero the Rock opera  beteiligt, in der er Petrov spielte !Hero war eine moderne Adaption der Geschichte Christi. Auch an der Produktion beteiligt waren damals Dc Talk - Bandmitglied Michael Tait als HERO, Pop Sängerin Rebecca St. James als Maggie, Skillet’s John Cooper als Kai, der Oberrabbiner, und Rapper T-Bone wie Jairus.
Am 5. September 2006 veröffentlichte die Band das Buch Hands & Feet: Inspiring Stories and Firsthand Accounts of God Changing Lives. Es nimmt den Leser mit der Band auf eine Reise nach Haiti, während sie dort Häuser für die Kinder bauen. Der Leser trifft auch Drex und Jo Stuart, die Eltern von Frontmann Mark Stuart. Das Buch erklärt das Leben in einer der ärmsten Nationen der Erde.

## Auszeichnungen

### Grammy Awards
- 2004: Grammy Award for Best Rock Gospel Album of the Year for Worldwide
- 2006: Grammy Award for Best Rock Gospel Album of the Year for Until My Heart Caves In

### Dove Awards
- 1996: Long Form Music Video of the Year - Big House (Don’t Censor Me)
- 1998: Modern Rock Recorded Song of the Year - Some Kind of Zombie (Some Kind of Zombie)
- 2000: Rock Recorded Song of the Year - Get Down (Underdog)
- 2003: Rock Album of the Year - Lift